# Землетрясение в Юрике (2010)
Землетрясение в Юрике в 2010 году магнитудой 6,5 произошло 9 января 2010 года в 16:27:38 по тихоокеанскому времени в прибрежной зоне округа Гумбольдт, штат Калифорния, США. Эпицентр землетрясения был расположен вдали от берега Тихого океана в 53 км к западу от ближайшего крупного города, Юрика. Кроме того, 4 февраля 2010 года произошло другое землетрясение в прибрежной зоне Юрики с несколько меньшей магнитудой — 5,9. Это землетрясение также вторым значительным землетрясением в районе Юрика. Землетрясение 9 января 2010 года ощущалось на территории от южного округа Санта-Круз до Юджина, штат Орегон на севере. На востоке сейсмические колебания ощущались в Рино, штат Невада.

## Тектонические условия
Расположенное рядом с мысом Мендосино тройное соединение Мендосино представляет собой зону сейсмической активности, где встречаются три тектонические плиты. Зона разлома Мендосино (также известная как разлом Мендосино к востоку от хребта Горда) является трансформным разломом, разделяющим Тихоокеанскую плиту и плиту Горда. На юге относительное движение между Тихоокеанской плитой и Северо-американской плитой обусловлено разломом Сан-Андреас, а на севере плита Горда сходится с Северо-американской плитой в зоне субдукции Каскадия.

## Последствия
В результате землетрясения был нанесён ущерб старым викторианским домам, на несколько часов отключилось электричество, в домах разбились окна. Кроме того, около 28 000 потребителей Pacific Gas and Electric Company, в основном из округа Гумбольдт, в результате землетрясения остались без электричества и телефонной связи.
В Юрике здание Old Town Bar and Grill было серьёзно повреждено и было признанным не подлежащим ремонту. Городские власти опубликовали распоряжение о его сносе, но в 2011 году застройщик приобрёл это здание в собственность и отремонтировал его. Городская средняя школа, и торговый центр Bayshore Mall были повреждены и на непродолжительное время закрыты на ремонт. Зрительный зал в школе оставался закрытым из-за опасений относительно его безопасности по состоянию на 15 июня 2010 года. В общей сложности 463 зданиям был нанесён ущерб в результате землетрясения. Ущерб составил от 21,8 до 43 млн долларов США.